# 留萌本線
留萌本線（日语：／ Rumoi honsen */?）是一條位於北海道（空知管內）深川市的深川站起至雨龍郡沼田町的石狩沼田站，屬於北海道旅客鐵道（JR北海道）的鐵路線（地方交通線）。2023年4月1日留萌~石狩沼田區間廢止後，成為日本名稱有「本線」的鐵道線中最短路線。

## 概要
本線係為運送煤礦、木材與海產品至留萌港而建設，於1910年開通。

### 存廢問題

#### 留萌 - 增毛站間
因煤礦業沒落、人口減少及汽車普及等因素，導致載客量嚴重不足。2014年度的統計，每班車平均僅三名旅客，每年赤字達1億6千萬日元，而沿線的地質易發生災害，若要確保安全還要投入數十億日元經費施作防災工程，JR北海道因而考慮廢線，最終於2015年8月10日宣佈，JR北海道社長島田修已約見了留萌市長高橋定敏及增毛町長堀雅志，並提出留萌至增毛一段將於2016年度中期廢線的建議，如果兩自治體沒有異議，最快可於2015年秋季向國土交通省提出廢線申請。在得到沿線自治體的同意下，2016年4月28日，JR北海道正式向國土交通省提出相關路段廢線申請，並於12月5日實行。

#### 深川 - 留萌站間
至於深川至留萌路段按2016年11月18日JR北海道發表的報告中，本線屬於難以單獨維持基本營運的路線之一。平均每班列車只有11名乘客。而且路線使用的橋樑已經老化，於冬季時期亦需要付出大量資金進行除雪等工程。按JR北海道估計，未來20年需要投入30億日元以上的資金進行維修及改善等工程。此外，連接深川至留萌的高速公路亦會於2019年完工。因此JR北海道正尋求與地方政府展開討論，以探討本線存廢或改以巴士行駛的事宜。
2020年沿線自治體表示同意石狩沼田 - 留萌區間路段停止營運，但學生通勤需求多的深川 - 石狩沼田應予以保留，另有保留至惠比島站的呼籲。但JR北海道表示存續部分將導致公司年損失3億日圓以上，並於2021年2月會議上正式表示難以保留深川 - 石狩沼田路段。2022年，JR北海道與沿線自治體達成兩階段廢除協議，於2023年4月1日起廢除石狩沼田 - 留萌區間；2026年4月1日則廢除深川 - 石狩沼田間的區段。

## 路線資料
- 管轄（事業類別）、路段（營業距離）
  - 北海道旅客鐵道（JR北海道、第一種鐵道事業者）
    - 深川站－石狩沼田站間 14.4公里
- 軌距：1,067毫米（窄軌）
- 站數：5個（包括起終點站）
若只限屬於留萌本線的車站，排除起點的深川站（屬於函館本線[15]），則為4個。
- 複線路段：沒有（全線單線）
- 電氣化路段：沒有（全線非電氣化（日语：非電化））
- 閉塞方式：特殊自動閉塞式（軌道回路檢知式）
- 交會可能站：没有

全線由旭川支社管轄。

## 歷史
本線係為運送煤礦、木材與海產品至留萌港而建設，於1910年11月23日開通深川至留萠路段，命名為留萠線，1921年11月5日留萠 - 増毛間開通。1927~1931年間留萠 - 古丹別區間作為留萠線支線開通，並於1931年10月10日改編入羽幌線，同時留萠線改稱留萠本線。羽幌線開業之初，列車於留萠站發車後，需先向深川方向行駛至東留萠信號場，再折返進入羽幌線，直到1941年羽幌線留萠 - 三泊新線開通，並在留萠站增設羽幌線使用的4、5號月台，才結束該運行狀態。
1960~1980年代間留萠本線有優等列車「留萠」、「增毛」、「羽幌」運行，但於1986年完全廢止，此後僅剩普通列車行駛。1987年JR北海道接手營運，1990~1995年間曾設有快速列車「留萠」。1997年JR北海道將路線、車站名稱「留萠」，改為與地名相同的「留萌」。
因煤礦業沒落、人口減少及汽車普及等因素，留萌本線載客量持續下滑，2016年12月5日留萌 - 增毛站間廢線，該次廢線後留萌本線 (50.1km)超越筑豐本線 (66.1km)，成為JR系統最短的「本線」，直到2021年被日高本線鵡川 - 樣似廢線後僅剩30.5km而超越，留萌本線當時變成JR系統第二短的「本線」。
2018年JR北海道提出全線廢線計畫。2022年，JR北海道與沿線自治體達成兩階段廢除協議，2023年廢除石狩沼田 - 留萌區間；2026年則廢除深川 - 石狩沼田的區段。

### 國鐵時代
- 1910年（明治43年）11月23日 - 官設鐵道留萠線深川至留萠路段 (50.1 km)  開始營運。開設築紫站、沼田站、惠比島站、峠下站、幌糠站、藤山站、大和田站、留萠站。
- 1921年（大正10年）11月5日 - 留萠線延伸至增毛 (54.1km) ，開設禮受站、舍熊站、增毛站。
- 1924年（大正13年）4月25日 - 沼田站改稱為石狩沼田站。
- 1926年（大正15年）7月1日 - 開設瀨越臨時站。
- 1927年（昭和2年）10月25日 - 留萠線延伸至大椴 (18.6 km) （途經東留萠，後來編入羽幌線）。開設東留萠號誌站、三泊站、小平站、大椴站。
- 1928年（昭和3年）10月10日 - 留萠線延伸至鬼鹿 (8.9 km) （後來編入羽幌線）。開設鬼鹿站。
- 1931年（昭和6年）
  - 8月15日 - 留萠線延伸至古丹別 (15.6 km) （後來編入羽幌線）。開設力昼站、古丹別站。
  - 10月10日 - 留萠站至古丹別站路段 (44.1 km) 從留萠線分離並改稱羽幌線。而深川站至增毛站（途經留萠站）則改稱為留萠本線。
- 1941年（昭和16年）12月9日 - 由於羽幌線轉換至新路軌，留萠線的路軌進行更改。東留萠號誌站廢除。
- 1946年（昭和21年）3月14日 - 位於禮受站與舍熊站之間的信砂川橋，一輛下行列車的尾卡客車由於積雪脫軌掉落河中，造成17死67傷。
- 1949年（昭和24年）6月1日 - 本線由日本國有鐵道（國鐵）接管。
- 1954年（昭和29年）11月10日 - 築紫站改稱為秩父別站。
- 1955年（昭和30年）7月20日 - 深川站與秩父別站之間開設北一己站。
- 1956年（昭和31年）7月1日 - 開設北秩父別臨時站、真布臨時站。
- 1961年（昭和36年）1月15日 - 由小樽站、札幌站出發，途經留萠站，終點為築別站的準急「留萠」開始行駛，班次為每天來回1班。
- 1962年（昭和37年）5月1日 - 由札幌站出發，途經留萠站，終點為幌延站的急行「羽幌」開始行駛，班次為每天來回1班。而準急「留萠」的終點站改為增毛站。
- 1963年（昭和38年）12月1日 - 開設東幌糠、櫻庭、阿分、信砂、朱文別、箸別臨時站。由札幌站出發的準急列車改稱為「神威」。
- 1965年（昭和40年）10月1日 - 準急「神威」改稱為「增毛」。
- 1966年（昭和41年）3月5日 - 準急行列車制度變更，「留萠」、「增毛」升格為急行列車。
- 1980年（昭和55年）10月1日 - 急行「增毛」廢除。
- 1984年（昭和59年）2月1日 - 上行急行「留萠」廢除。而下行急行「留萠」則不經過羽幌線。
- 1986年（昭和61年）11月1日 - 急行「留萠」、「羽幌」廢除。本線再無優等列車行駛。

### 民營化後
- 1987年（昭和62年）4月1日 - 隨著國鐵分割民營化，本線由北海道旅客鐵道接管。北秩父別、真布、東幌糠、櫻庭、瀨越、阿分、信砂、朱文別、箸別由臨時車站升格為一般站。
- 1989年（平成元年）7月23日 - 開設濱中海水浴場站（瀨越站與禮受站之間），於每年7月下旬至8月上旬營運。
- 1990年（平成2年）
  - 3月10日 - 快速「留萠」行駛，上行由留萠站行駛至深川站、下行由旭川站行駛增毛站，每天1班。
  - 10月1日 - 櫻庭站廢站。
- 1995年（平成7年）
  - 4月1日 - 快速「留萠」停駛。
  - 8月8日 - 濱中海水浴場站廢站。
- 1997年（平成9年）4月1日 - 北一己站改稱為北一已站。
- 2005年（平成17年）3月22日 - 箸別站至增毛站之間由於發生雪崩令列車出軌，無人傷亡。
- 2006年（平成18年）3月18日 - 東幌糠站廢站。
- 2007年（平成19年）5月9日 - 26名高校生於秩父別站由於列車滿載而無法乘車，需要由計程車代為接送。
- 2012年（平成24年）3月7日 - 箸別站至增毛站之間由於發生雪崩及泥石流令列車出軌，無人傷亡。
- 2013年（平成25年）1月3日 - 由於發生大雪令全線停駛。深川至留萌路段於8日恢復行駛，而留萌至增毛則到17日才恢復行駛。
- 2015年（平成27年）
  - 2月23日 - 留萌至增毛路段由於有雪崩及山泥傾瀉的危險而停駛，並由其他交通工具代替。
  - 3月25日 - 由於使用代替交通工具有長期化的趨勢，因此除了巴士外，安排2輛及1輛計程車分別負責上行及下行的運輸。
  - 4月29日 - 留萌至增毛路段恢復行駛。
  - 8月10日 - 向留萌市長及增毛町長正式傳達留萌至增毛路段將於2016年正式廢除的事宜。
- 2016年（平成28年）
  - 2月12日 - 由於氣溫上升，留萌至增毛路段有雪崩的危險而停駛，並安排巴士及計程車為替代交通。
  - 4月28日 - 留萌至增毛路段恢復行駛。JR北海道正式向國土交通省提出廢除留萌至增毛路段的申請。
  - 6月28日 - 國土交通省正式訂定廢除日期為2016年12月5日。
  - 11月3日至12月4日 - 增加臨時列車行駛旭川至增毛路段。停靠車站為旭川站、深川站、留萌站、增毛站。
  - 12月5日 - 留萌至增毛路段 (16.7 km) 正式廢除。瀨越站、禮受站、阿分站、信砂站、舍熊站、朱文別站、箸別站、增毛站廢站。
- 2018年（平成30年）6月17日 - 深川－留萌段（全線）廢線計畫提出[18]。
- 2022年（令和4年）
  - 8月30日 - JR北海道與沿線自治體達成兩階段廢除協議，2023年廢除石狩沼田 - 留萌區間，2026年廢除深川 - 石狩沼田[12][19]。
  - 9月9日 - JR北海道向国土交通省提出石狩沼田 - 留萌廢線申請[20][21]。
- 2023年（令和5年）
  - 4月1日 - 留萌至石狩沼田路段 (35.7 km) 正式廢除[1][22][23]。

## 運行形態
留萌本線所有定期列車皆為普通列車，2021年3月13日時刻表更改後，目前1日設有7往復列車，其中2往復為各停列車，其餘列車不停靠部分車站，另外每天下午有一班旭川發車的列車，服務放學學生搭乘。另外，每天05:59有一班列車往石狩沼田，當中所有車站均不停靠，直接前往石狩沼田，在06:11到達石狩沼田。
過去有優等列車「留萠」、「增毛」、「羽幌」運行，「留萠」、「增毛」、「羽幌」在深川 - 留萌間停靠深川、石狩沼田、留萠，「增毛」在留萌 - 增毛區間為普通列車。

## 使用車輛

### 現在使用的車輛
柴油列車
- KiHa 54型

### 過去使用的車輛
蒸汽機車
- C11型
「SL鈴蘭號」使用的鐵路機車。

鐵路客車
- 14系
「SL鈴蘭號」使用的鐵路客車。

柴油列車
- KiHa 22型
準急「留萌」及急行「增毛」曾使用的列車，但都於JR北海道成立前廢止。

## 車站列表
- 通停（所有列車都是普通列車） … ●：所有列車都停靠，□：上下列車都有一部分列車通過，▽：只限下行的一部分列車通過，△：只限上行的一部分列車通過
- 軌道（全線單線） … ◇、∨、∧：可列車交會，｜：不可列車交會
- 所有車站都位於北海道內

| 車站編號 | 中文站名 | 日文站名 | 英文站名 | 站間營業距離 | 累計營業距離 | 通停 | 接續路線                 | 軌道 | 所在地   | 所在地 | 所在地   |
| -------- | -------- | -------- | -------- | ------------ | ------------ | ---- | ------------------------ | ---- | -------- | ------ | -------- |
| A24      | 深川     |          |          | -            | 0.0          | ●    | 北海道旅客鐵道：函館本線 | ∨    | 空知管內 | 深川市 | 深川市   |
|          | 北一已   |          |          | 3.8          | 3.8          | ▽    |                          | ｜   | 空知管內 | 深川市 | 深川市   |
|          | 秩父別   |          |          | 5.0          | 8.8          | ▽    |                          | ｜   | 空知管內 | 雨龍郡 | 秩父別町 |
|          | 北秩父別 |          |          | 2.4          | 11.2         | □    |                          | ｜   | 空知管內 | 雨龍郡 | 秩父別町 |
|          | 石狩沼田 |          |          | 3.2          | 14.4         | ●    |                          | ｜   | 空知管內 | 雨龍郡 | 沼田町   |

1. 1 2  1956年7月1日－1987年3月31日是臨時乘降場。
2. 1 2 3 4 5 6  1963年12月1日－1987年3月31日是臨時乘降場。
3. ↑  1926年7月1日－1969年9月30日是臨時乘降場。
1969年10月1日－1987年3月31日是臨時車站。

### 廢站、廢信號場
廢除路段的車站參見後節。（）內是深川站起計的營業距離。
- 東幌糠站：2006年（平成18年）3月18日廢除[24][報道 1]。峠下站－幌糠站間（31.6公里）
- 櫻庭站：1990年（平成2年）10月1日廢除[25][24]。幌糠站－藤山站間（37.2公里）
- 東留萠信號場：1941年（昭和16年）12月9日廢除。大和田站－留萌站間（48.8公里）

### 廢除路段
- 累計營業距離以2016年12月5日廢除時深川站起計。
- 通停 … ●：所有列車停靠，□：只限夏天期間的一部分列車停靠，△：只限上行往留萌最終列車（休日運休）通過
- 除留萌站外所有車站都不可進行列車交會

| 中文站名           | 日文站名 | 英文站名             | 站間營業距離 | 累計營業距離 | 通停 | 備註                        | 所在地   | 所在地 | 所在地 |
| ------------------ | -------- | -------------------- | ------------ | ------------ | ---- | --------------------------- | -------- | ------ | ------ |
| 石狩沼田           |          |                      | -            | 14.4         | ●    |                             | 空知管內 | 雨龍郡 | 沼田町 |
| 真布               |          |                      | 3.4          | 17.8         | □    |                             | 空知管內 | 雨龍郡 | 沼田町 |
| 惠比島             |          |                      | 2.9          | 20.7         | ▽    |                             | 空知管內 | 雨龍郡 | 沼田町 |
| 峠下               |          |                      | 7.6          | 28.3         | ●    |                             | 留萌管內 | 留萌市 | 留萌市 |
| 幌糠               |          |                      | 6.2          | 34.5         | □    |                             | 留萌管內 | 留萌市 | 留萌市 |
| 藤山               |          |                      | 5.5          | 40.0         | □    |                             | 留萌管內 | 留萌市 | 留萌市 |
| 大和田             |          |                      | 4.2          | 44.2         | △    |                             | 留萌管內 | 留萌市 | 留萌市 |
| 留萌               |          |                      | 5.9          | 50.1         | ●    |                             | 留萌管內 | 留萌市 | 留萌市 |
| 瀨越               |          |                      | 2.1          | 52.2         | △    |                             | 留萌管內 | 留萌市 | 留萌市 |
| （臨）濱中海水浴場 |          | Hamanakakaisuiyokujō | 1.8          | 54.0         | □    | 1995年（平成7年）8月8日廢除 | 留萌管內 | 留萌市 | 留萌市 |
| 禮受               |          |                      | 2.2          | 56.2         | ●    |                             | 留萌管內 | 留萌市 | 留萌市 |
| 阿分               |          |                      | 1.3          | 57.5         | △    |                             | 留萌管內 | 增毛郡 | 增毛町 |
| 信砂               |          |                      | 2.7          | 60.2         | △    |                             | 留萌管內 | 增毛郡 | 增毛町 |
| 舍熊               |          |                      | 0.8          | 61.0         | ●    |                             | 留萌管內 | 增毛郡 | 增毛町 |
| 朱文別             |          |                      | 1.7          | 62.7         | △    |                             | 留萌管內 | 增毛郡 | 增毛町 |
| 箸別               |          |                      | 1.3          | 64.0         | △    |                             | 留萌管內 | 增毛郡 | 增毛町 |
| 增毛               |          |                      | 2.8          | 66.8         | ●    |                             | 留萌管內 | 增毛郡 | 增毛町 |

以下的路段由留萠鐵道開設至留萌港，是石炭與木材等的貨物線，1941年（昭和16年）10月1日收買的同時編入留萠站的構內線。
- 留萠站－西留萠站（1.2公里）
- 留萠站－北留萠站（1.0公里）
- 分歧點－假古丹濱站（1.1公里）

### 過去的接續路線
- 深川站：深名線 - 1995年（平成7年）9月4日廢除。
- 石狩沼田站：札沼線 - 1972年（昭和47年）6月19日石狩沼田站－新十津川站間廢除。
- 惠比島站：留萠鐵道（日语：留萠鉄道） - 1969年（昭和44年）5月1日休止。1971年（昭和46年）4月15日廢除。
- 留萠站（留萌站）：
  - 羽幌線 - 1987年（昭和62年）3月30日廢除。
  - 天鹽炭礦鐵道（日语：天塩炭礦鉄道） - 1967年（昭和42年）7月31日廢除。

## 代替運輸
被廢除的留萌站至增毛站路段，於廢除前已經存在由沿岸巴士營運的巴士路線留萌別苅線（每天來回9班），因此可作為此路段的代替巴士。
但是，廢除此路段後巴士的班次並沒有增加。為了填補沒有巴士行駛但已有鐵路經過的時段，JR北海道以10年5千萬日元的支援費委託於留萌市經營出租汽車的小鳩交通設立每天來回各1班的合乘計程車，但是需要提早預約。而為了接駁深川站至留萌站的列車，早上的班次於早上6時10分在舊增毛站前駛出，而晚上的班次於晚上9時15分在留萌站正門玄關前駛出。

### 來源
1. 1 2  . NHK 北海道のニュース. 2023-03-31  [2023-04-01]. （原始内容存档于2023-05-02） （日语）.
2. ↑  . 鉄道新聞. 2015-08-10  [2015-08-11]. （原始内容存档于2015-08-13） （日语）.
3. ↑  . 北海道新聞社. 2015-06-28  [2015-06-29]. （原始内容存档于2015-06-28） （日语）.
4. 1 2  留萌線（留萌・増毛間）の鉄道事業廃止について， （页面存档备份，存于）JR北海道，2015年8月10日。
5. ↑  留萌－増毛「維持は困難」　ＪＲ社長、地元に通告， （页面存档备份，存于）北海道新聞，2015年8月11日。
6. ↑  留萌線（留萌・増毛間）の鉄道事業廃止届の提出について （页面存档备份，存于），JR北海道，2016年4月28日。（日語）
7. ↑   (PDF). 國土安全省北海道開發局. 2015  [2017-06-10]. （原始内容 (PDF)存档于2015-09-29） （日语）.
8. ↑   (PDF). JR北海道. 2016-11-18  [2017-06-10]. （原始内容 (PDF)存档于2016-11-18） （日语）.
9. ↑   (PDF). JR北海道. 2016-11-18  [2017-06-10]. （原始内容 (PDF)存档于2016-11-18） （日语）.
10. ↑  . 朝日新聞デジタル. 2020-08-19  [2022-10-02]. （原始内容存档于2022-07-23） （日语）.
11. ↑  . 北海道新聞社. 2021-02-03  [2022-10-02]. （原始内容存档于2021-10-23） （日语）.
12. 1 2 3  . 北海道新聞 どうしん電子版. 2022-08-31  [2022-10-02]. 原始内容存档于2022-08-30 （日语）.
13. ↑   (PDF). 北海道旅客鉄道株式会社. 2025-03-28  [2025-05-26]. （原始内容存档 (PDF)于2025-05-01） （日语）.
14. ↑  . NHK. 2025-05-26  [2025-05-26]. （原始内容存档于2025-05-26） （日语）.
15. ↑  『停車場変遷大事典 国鉄・JR編』
16. ↑  . 国立国会図書館デジタルコレクション.   [2022-10-02]. （原始内容存档于2022-10-07） （日语）.
17. ↑  . 北海道新聞社. 1997-02-21  [2022-10-02]. （原始内容存档于2015-10-31） （日语）.
18. 1 2  . HTBニュース. 2018-06-17  [2018-08-27]. （原始内容存档于2018-06-17） （日语）.
19. ↑  . 朝日新聞社. 2022-08-30  [2025-05-26]. （原始内容存档于2025-05-26） （日语）.
20. ↑   (PDF). 北海道旅客鉄道株式会社. 2022-09-09  [2025-05-26]. （原始内容存档 (PDF)于2025-05-26） （日语）.
21. ↑   (PDF). 北海道旅客鉄道株式会社. 2022-12-09  [2025-05-26]. （原始内容存档 (PDF)于2022-12-09） （日语）.
22. ↑  . 東洋経済新報社. 2023-02-24  [2025-05-25]. （原始内容存档于2025-05-26） （日语）.
23. ↑  . 産経新聞社. 2023-03-31  [2025-05-25]. （原始内容存档于2025-05-26） （日语）.
24. 1 2 3  『日本鉄道旅行地図帳―全線・全駅・全廃線―』 1号・北海道 44頁
25. ↑  『写真で見る北海道の鉄道』 上巻 国鉄・JR線 315頁

### 報道發表資料
1. ↑   (PDF) (新闻稿). 北海道旅客鉄道. 2005-12-22  [2005-12-30]. （原始内容存档 (PDF)于2005年12月30日） （日语）.

## 延伸閱讀

### 書籍
- 宮脇俊三（編集委員）・原田勝正（編集委員）. . 国鉄全線各駅停車. 小学館. 1983-07: 157頁・179頁. ISBN 978-4-09-395101-2. ISBN 4-09-395101-2. |issue=被忽略 (帮助)
- 宮脇俊三（編）・原田勝正（編）. . JR・私鉄全線各駅停車. 小学館. 1993-06: 154頁・179頁. ISBN 978-4-09-395401-3. ISBN 4-09-395401-1. |issue=被忽略 (帮助)
- 石野哲（編集長）. . JTBパブリッシング. 1998-09-19. ISBN 978-4-533-02980-6. ISBN 4-533-02980-9.
- 久保田博（著）. . グランプリ出版. 2000-06: 81. ISBN 978-4-87687-211-4. ISBN 4-87687-211-2.
- 田中和夫（監修）. . 上巻 国鉄・JR線. 北海道新聞社（編集）. 2002-07-15: 134–139頁・268–273頁・311–319頁. ISBN 978-4-89453-220-5. ISBN 4-89453-220-4.
- 今尾惠介（監修）. . 新潮「旅」ムック 1号・北海道. 新潮社. 2008-05-17: 44. ISBN 978-4-10-790019-7. ISBN 4-10-790019-3.
- 今尾惠介・原武史（監修）. 日本鉄道旅行地図帳編集部（編集） , 编. . 新潮「旅」ムック 1号・北海道. 新潮社. 2010-05-18: 50–51. ISBN 978-4-10-790035-7. ISBN 4-10-790035-5.
- 西崎さいき（監修）・全国停留場を歩く会（編著）. . 文芸社. 2011-06: 148. ISBN 978-4-286-10447-8. ISBN 4-286-10447-8.
- 鼠入昌史・松原一己（著）. . 双葉社. 2015-08-23: 18. ISBN 978-4-575-30931-7. ISBN 4-575-30931-1.

### 雜誌
- 鉄道ジャーナル (鉄道ジャーナル社). 1987-01, 21 (第1号（通巻241号）): 48–49. 缺少或|title=为空 (帮助)